# Eric Barnes
Eric Barnes (Mánchester, 29 de noviembre de 1937 - ibídem, 3 de enero de 2014) fue un futbolista profesional inglés que jugaba en la demarcación de defensa.

## Biografía
Eric Barnes debutó como futbolista profesional en 1957 a los 20 años de edad con el Crewe Alexandra FC. Jugó en el club durante trece temporadas, marcando un gol en los 354 partidos que jugó con el equipo, ejerciendo de capitán en bastantes partidos. Finalmente en 1970 fichó por el Witton Albion FC, club en el que se retiró como futbolista profesional.
Eric Barnes falleció el 3 de enero de 2014 en su residencia de Mánchester a los 76 años de edad.

## Clubes
| Club               | País       | Año         | Partidos | Goles |
| ------------------ | ---------- | ----------- | -------- | ----- |
| Crewe Alexandra FC | Inglaterra | 1957 - 1970 | 354      | 1     |
| Witton Albion FC   | Inglaterra | 1970 - 1971 | ¿?       | ¿?    |